# Kleinsporiger Grünspanbecherling
Der Kleinsporige Grünspanbecherling (Chlorociboria aeruginascens) ist ein Schlauchpilz, der auf am Boden liegenden, morschen Laubholz zu finden ist.

## Merkmale

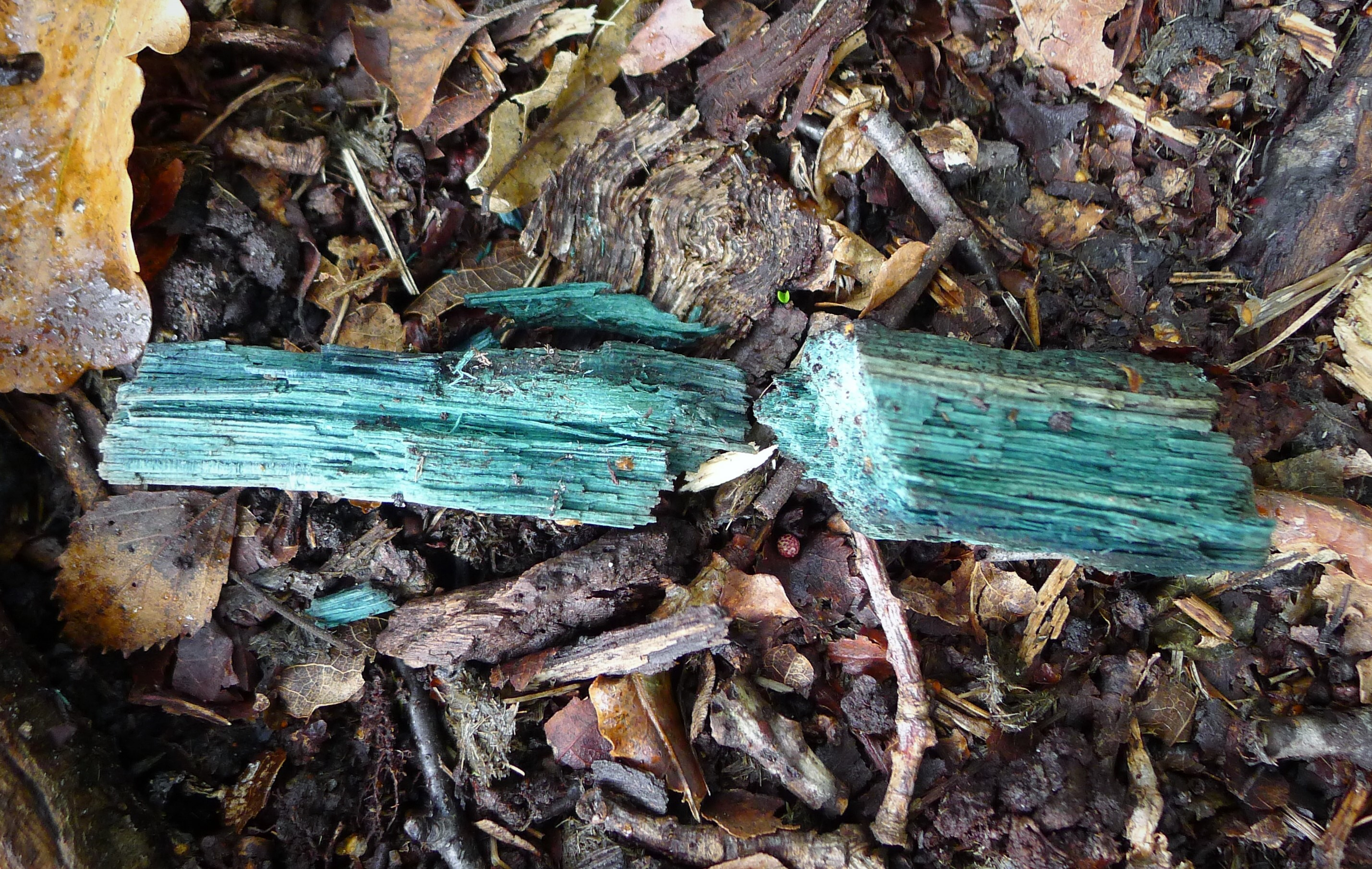
Vom Grünspanbecherling verfärbtes Holz.

Die oft kurz gestielten Fruchtkörper, haben 3–5 (-10) mm breite Becher, diese oft deformiert. Sie sind blaugrünlich gefärbt, die Scheibe kann heller sein. Die Asci sind achtsporig und enthalten in unregelmäßig zweizeiliger Anordnung spindelförmige Sporen; diese sind 5–8 (-10) µm lang und ca. 1,5–2 µm im Durchmesser. Der Pilz erhält seine Farbe durch den Farbstoff Xylindein, der sich sowohl in den Fruchtkörpern wie auch im Myzel findet. Der Farbstoff bleibt auch nach dem Absterben im Holz. Daher spricht man hier von einer "Grünfäule", es handelt sich aber nur um eine Farbvariante der Weißfäule.

## Vorkommen
Der Kleinsporige Grünspanbecherling kommt auf liegendem modrigem Laubholz vor, oft auf Eichen- oder Buchenholz, jedoch auch auf anderen Arten, das innen und außen charakteristisch blaugrünlich verfärbt ist. Entwickelte Fruchtkörper kommen nur bei hoher Feuchtigkeit zum Vorschein, bei Trockenheit schrumpfen sie zusammen. Der Pilz ist in der nördlichen Hemisphäre weit verbreitet, in Deutschland zerstreut vorkommend, im atlantischen Einflussgebiet häufig.

## Artabgrenzung
Der Kleinsporige Grünspanbecherling (Chlorociboria aeruginascens) kann vom Großsporigen Grünspanbecherling (Chlorociboria aeruginosa) nur mikroskopisch unterschieden werden (Sporengröße 8–15 µm lang und 2–4 µm im Durchmesser). Die kleinsporige Art kommt in Nord- und Mitteleuropa häufiger vor.

## Verwendung
Das grünlich-blaue Holz wurde in der Zeit der Renaissance für Intarsienarbeiten verwendet. Der Farbstoff, Xylindein, ist im Holz ziemlich lichtbeständig.